# Pardosa pseudoannulata
Pardosa pseudoannulata är en spindelart som först beskrevs av Friedrich Wilhelm Bösenberg och Embrik Strand 1906.  Pardosa pseudoannulata ingår i släktet Pardosa och familjen vargspindlar. Inga underarter finns listade i Catalogue of Life.